# Xyridaceae
Xyridaceae, biljna porodica iz reda travolike. Ime je dobila po rodu ksiris (Xyris) koji je najrasprostranjeniji, dok su ostali ogrničeni na Južnu Ameriku. U pet rodova postoji preko 400 vrsta.

## Opis
Xyridaceae su jednogodišnje ili višegodišnje biljke koje rastu u močvarama ili drugim vlažnim staništima. To je porodica “žutookih trava”, sadrži 5 rodova s 405 vrsta. Sastoji se od malih čupavih močvarnih biljaka sličnih rogozima koje uglavnom rastu u tropima i suptropima Amerike. Vrste Xyrisa uzgajaju se u divljim vrtovima, ali inače je porodica od male ekonomske važnosti.Listovi rastu naizmjenično uz stabljiku u 2 reda i postavljeni su rubom uz stabljiku. Listovi su dugi i vitki, s paralelnim žilama. Cvjetovi su raspoređeni na vrhu stabljike u klas koji podsjeća na stožac. Cvjetovi imaju i dijelove koji nose pelud i dijelove koji nose ovule i aktinomorfni su (radijalno simetrični). Čašice su 3; 3 latice i 3 prašnika. Postoji 1 stil s 3 stigme. Plod je čahura koja se otvara i otpušta mnoge male sjemenke.

## Rodovi
1. Genus Abolboda Humb. & Bonpl. (21 spp.)
2. Genus Achlyphila Maguire & Wurdack (1 sp.)
3. Genus Aratitiyopea Steyerm. & P. E. Berry (1 sp.)
4. Genus Orectanthe Maguire & Wurdack (2 spp.)
5. Genus Xyris L. (380 spp.)